# Kinemania ambulans
Kinemania ambulans är en insektsart som först beskrevs av Wilhelm Ferdinand Erichson 1842.  Kinemania ambulans ingår i släktet Kinemania och familjen Gryllacrididae. Inga underarter finns listade i Catalogue of Life.